# Port Elliot
Port Elliot (1 754 habitants) est une ville située à l'extrémité nord-est de la péninsule Fleurieu en Australie-Méridionale, au fond de la Horseshoe bay (en français : baie en fer à cheval), elle-même dans la baie de la Rencontre. La ville est à 84 kilomètres d'Adélaïde et fait partie du conseil d'Alexandrina.
La ville doit son nom à Charles Elliot (1801-1875), gouverneur des Bermudes et ami du gouverneur de l'Australie-Méridionale, Sir Henry Young.
Port Elliot fut l'un des premiers terminus des voies de chemin de fer australiens (construit en 1854) pour fournir un point d'embarquement et de débarquement pour les marchandises qui étaient transportées par bateau sur le Murray à l'époque où l'embouchure du fleuve était considérée comme trop dangereuse pour les bateaux. En 1864, la voie de chemin de fer fut prolongée jusqu'à Victor Harbor qui offre un abri plus sûr et l'activité portuaire diminua.
À l'heure actuelle, Port Elliot est un village de vacances au bord de l'océan apprécié par les habitants d'Adélaïde.